# Paraphlepsius zanclois
Paraphlepsius zanclois är en insektsart som beskrevs av Hamilton 1975. Paraphlepsius zanclois ingår i släktet Paraphlepsius och familjen dvärgstritar. Inga underarter finns listade i Catalogue of Life.